# Hatjaj
Hatjaj (thaiul írva: หาดใหญ่, angol átírással:Hat Yai) város Thaiföld déli részén, Bangkoktól közúton mintegy 950 km-re.
A város lakossága 188 000 fő volt 2000-ben, míg a konurbációé mintegy 800 000. Szongkhla tartomány legnagyobb városa és a 3. legnagyobb agglomerációs tömörülés az országban. A tartomány és egyben az ország déli részének üzleti központja. Stratégiailag fontos közlekedési csomópont. 
A város nemzetközi forgalmú repülőtérrel rendelkezik.

## Éghajlat
Éghajlata trópusi monszun, januártól márciusig terjedő szárazabb évszakkal. Ebben a három hónapban is lehet esőre számítani, de kisebb mennyiségben. 
| Hónap                                  | Jan. | Feb. | Már. | Ápr. | Máj. | Jún. | Júl. | Aug. | Szep. | Okt. | Nov. | Dec. | Év   |
| -------------------------------------- | ---- | ---- | ---- | ---- | ---- | ---- | ---- | ---- | ----- | ---- | ---- | ---- | ---- |
| Átlagos max. hőmérséklet (°C)          | 31,0 | 32,7 | 32,4 | 34,6 | 33,8 | 33,5 | 33,2 | 33,0 | 32,5  | 31,8 | 30,4 | 29,7 | 32,4 |
| Átlagos min. hőmérséklet (°C)          | 22,0 | 22,0 | 23,0 | 23,7 | 24,0 | 23,8 | 23,5 | 23,5 | 23,4  | 23,3 | 23,2 | 22,6 | 23,2 |
| Átl. csapadékmennyiség (mm)            | 54   | 25   | 75   | 119  | 148  | 119  | 105  | 113  | 157   | 228  | 317  | 268  | 1728 |
| Forrás: Thai Meteorological Department |      |      |      |      |      |      |      |      |       |      |      |      |      |

## Látnivalók
- Wat Mahanya Vidaya (Thumnoonvithi út). Pagoda, Buddha-szobor, buddhista temető.
- Kínai templomok
- Obszervatórium. A Phra Buddha Mongkol Maharaj mellett a Hat Yai Park-ban.
- Wat Hat Yai Nai a várostól 2 km-re nyugatra. Itt van a világ egyik legnagyobb, 35 méter hosszú és 15 méter magas fekvő Buddha-szobra. A szobor belsejébe egy kis szentélyen keresztül lehet bejutni. A templomkertben gyógynövényszaunát és -masszázst kínálnak.

## Galéria

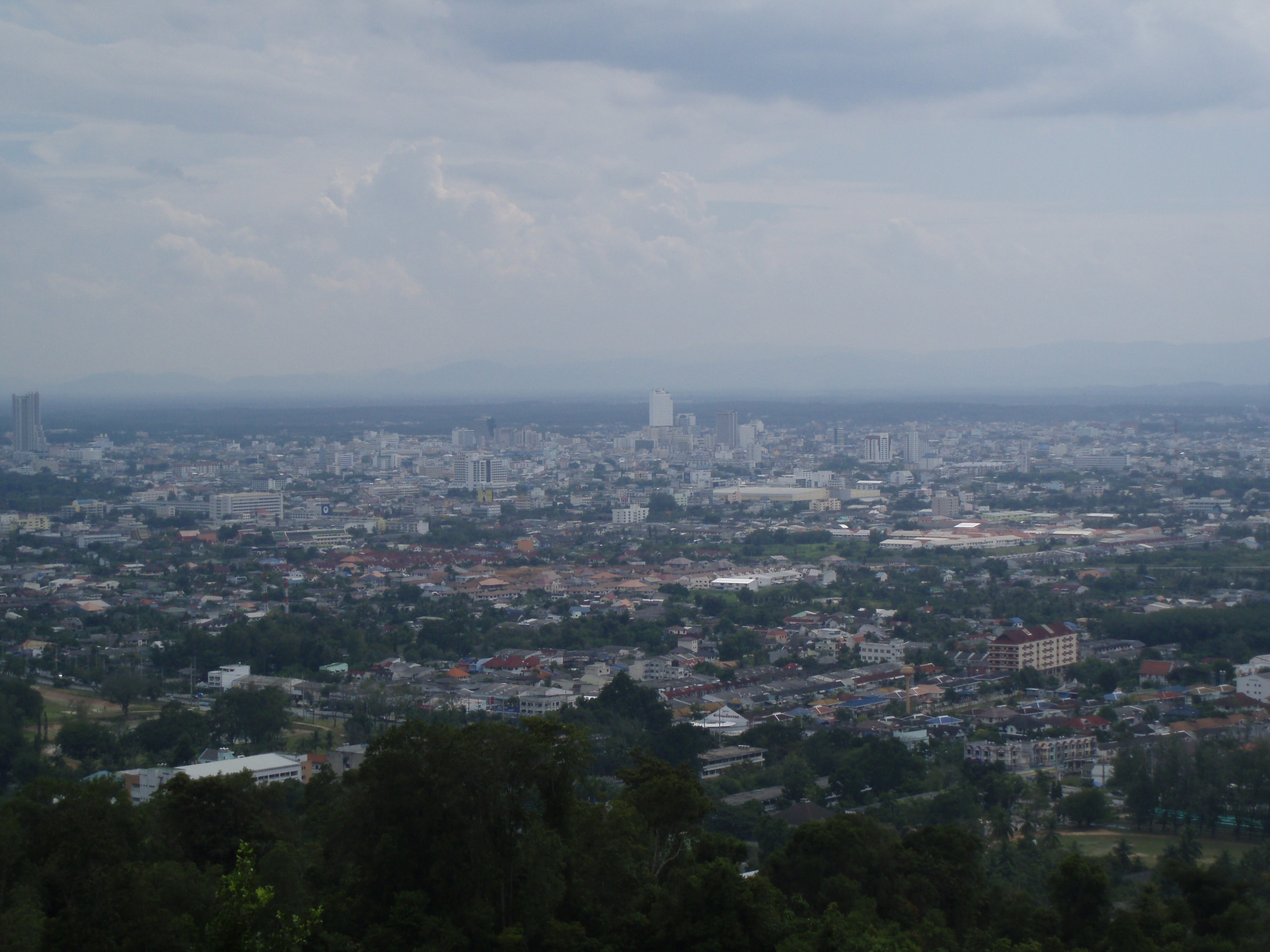
A város
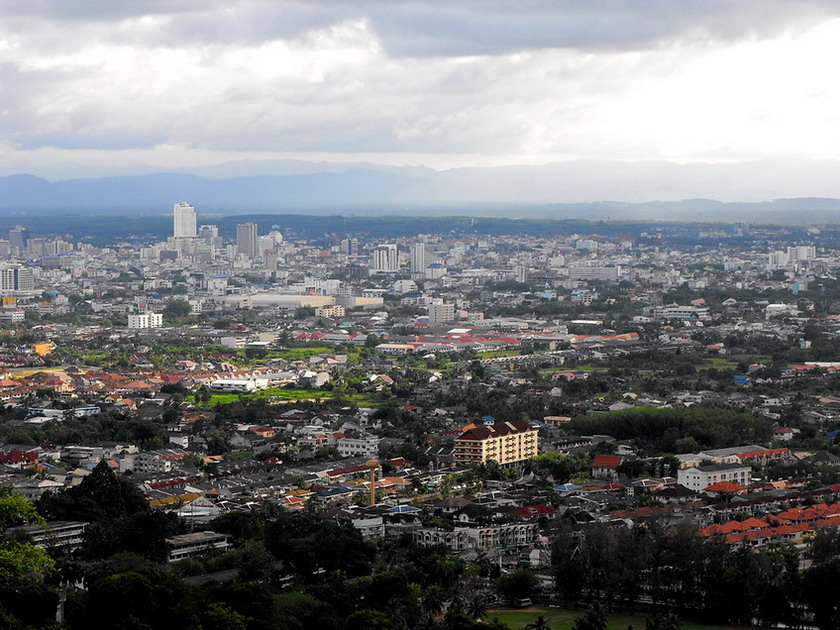
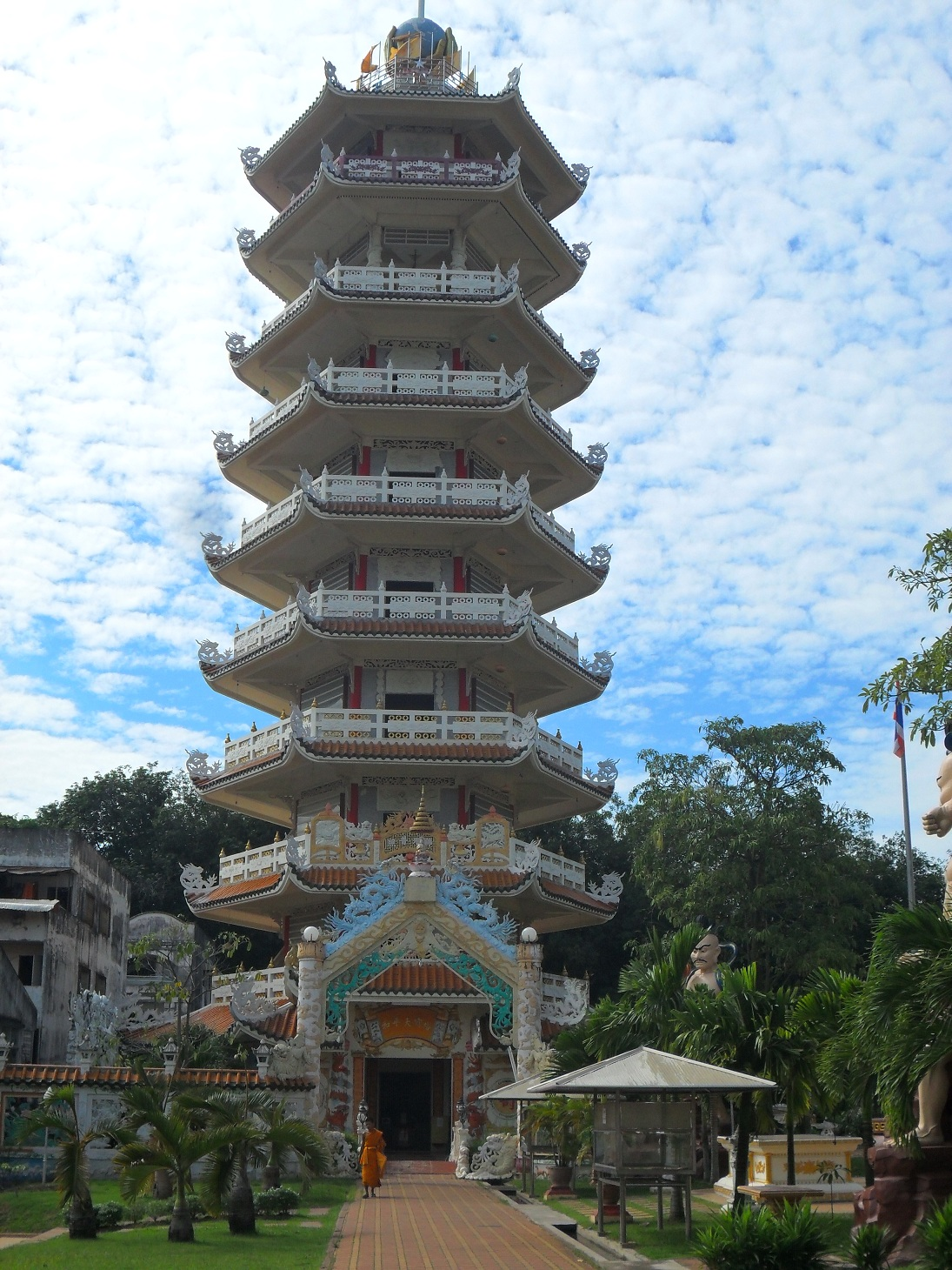
Pagoda, Wat Mahanya Vidaya
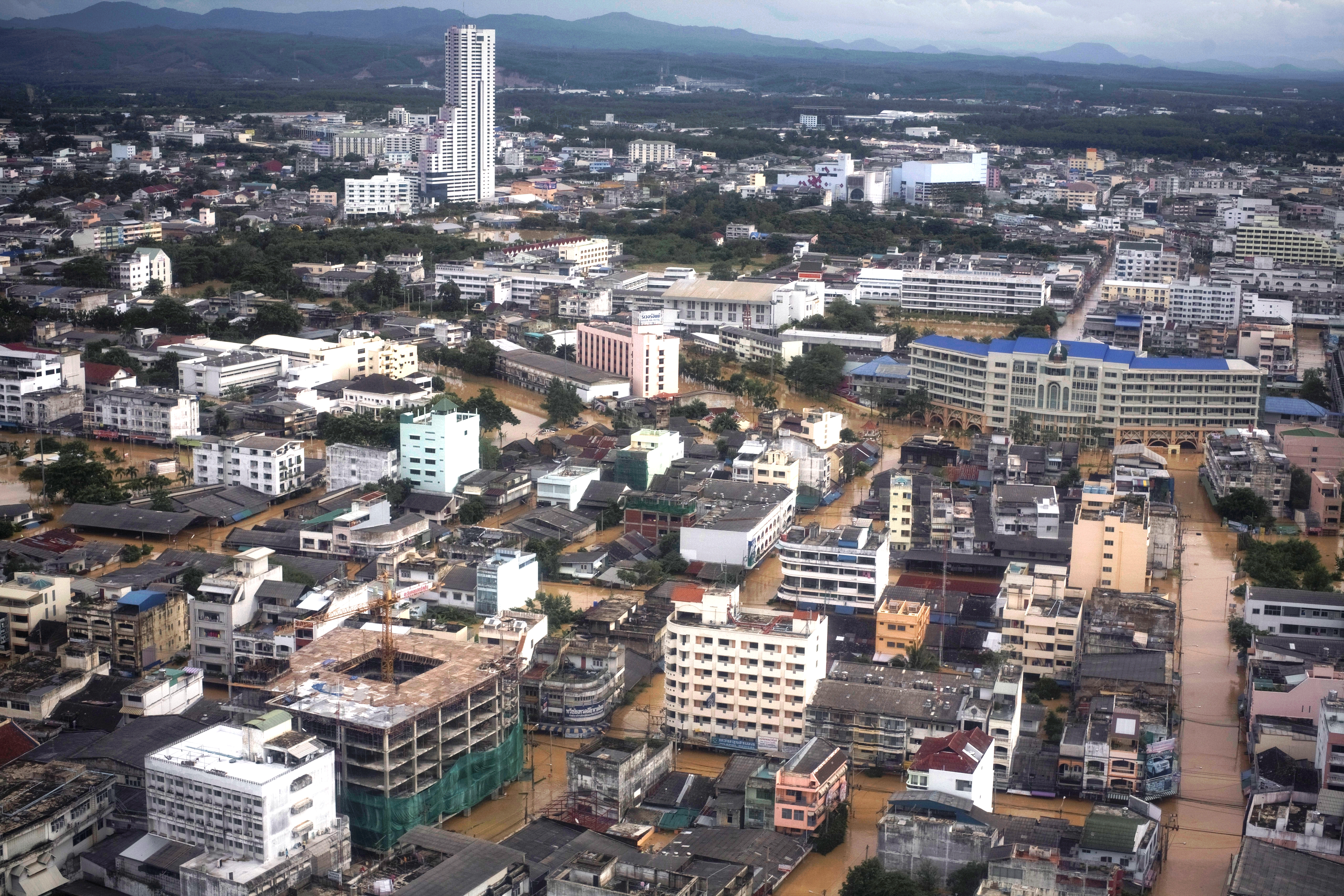
A város árvízben 2010-ben
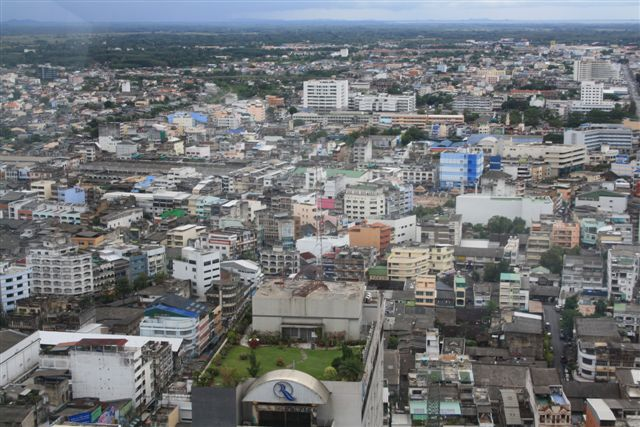